# Стаховський Костянтин
Костянти́н Стахо́вський (1882–1959) — скульптор-анімаліст і кераміст родом з Поділля. Вчився у Варшаві, Парижі, Петербурзі, Мюнхені й Берліні; професор Української Студії Пластичного Мистецтва у Празі (1923—1944); виставляв у Лондоні (1918—1919), в Парижі у салонах «Незалежних» і «Осінньому» (1919—1922). Реалістичні й стилізовані зображення звірів (у бронзі, глині, гіпсі й дереві); скульптурні погруддя. Помер у Празі.